# Roc (Gran Paradiso)
El Roc (palabra francesa que indica una roca) es un imponente torreón de 4.026 m s. n. m. en el Macizo del Gran Paradiso, la segunda en altura del macizo. No obstante, por su escasa prominencia no cumple el criterio topográfico y la UIAA no lo incluyó en su lista oficial de los cuatromiles de los Alpes, sino en la lista ampliada, considerando que los otros dos criterios (Morfológico y Alpinístico) tampoco son favorables.
Surge de la cresta en el tramo entre el paso de la Becca di Moncorvé (3.851 m) y la ventana homónima (3.998 m), punto culminante de la divisoria de aguas Orco - Dora de donde se inicia hacia el norte la larga cresta Valsavarenche-Valle de Cogne, que comprende la cima del Gran Paradiso (4.061 m) y otras importantes cimas del grupo, para terminar con la Grivola (3.969 m).

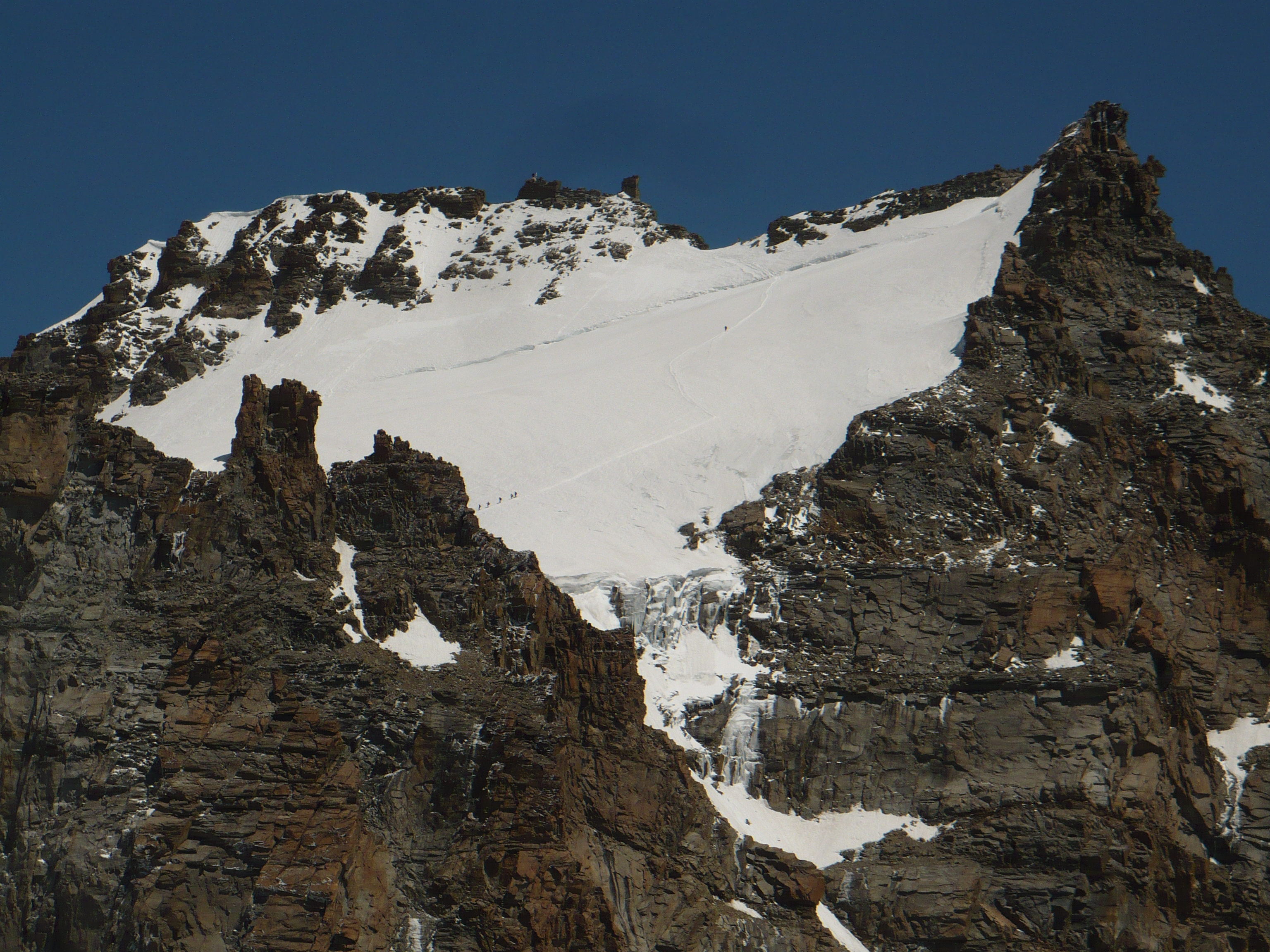
La cima del Gran Paradiso (a la izquierda) vista desde la Tresenta (vertiente sur). A la derecha, el Roc.

Limitada al este por la Punta de Ceresole (3.777 m) y la Cresta Gastaldi (3.894 m) al sudoeste por la Becca di Moncorvé (3.875 m) y al norte (como recordamos arriba) por el Gran Paradiso (4.061 m), la vertiente sur desciende de manera muy brusca sobre el glaciar de Noaschetta, mientras que la vertiente noreste está dominado por el gigantesco y tortuoso glaciar de la Tribolazione.

## Clasificación SOIUSA
Según la definición de la SOIUSA el Roc pertenece:
- Gran parte = Alpes occidentales
- Gran sector = Alpes del noroeste
- Sección = Alpes Grayos
- Subsección = Alpes del Gran Paradiso
- Supergrupo = Macizo del Gran Paradiso
- Grupo = Grupo Gran Paradiso-Roccia Viva
- subgrupo = Gruppo del Gran Paradiso
- Código = I/B-7.IV-A.2.a

## Refugios
- Refugio Vittorio Emanuele II - 2.732 m
- Refugio Federico Chabod - 2.750 m